# Paulinho Guitarra (álbum)
Paulinho Guitarra é o primeiro álbum solo do renomado guitarrista brasileiro homônimo.
O álbum, totalmente instrumental e que tem  influências das músicas latina e negra, foi lançado pelo selo Niterói Discos, braço fonográfico da Fundação Niteroiense de Arte (Funiarte) em 1991.
Foram lançadas apenas mil cópias deste álbum, sendo, atualmente, um item raro.

## Críticas
O álbum recebeu críticas positivas de José Domingos Raffaelli, do jornal O Globo, segundo o qual trata-se de "um disco de estreia auspicioso".

## Faixas
- Todas as faixas compostas por Paulinho Guitarra.

| Lado A |                          |         |  |
| N.º    | Título                   | Duração |  |
| 1.     | "Triângulo das Bermudas" |         |  |
| 2.     | "Castelo Blues"          |         |  |
| 3.     | "Luz Marítima"           |         |  |

| Lado B |                   |         |  |
| N.º    | Título            | Duração |  |
| 4.     | "Itacoatiara"     |         |  |
| 5.     | "Brother Charlie" |         |  |
| 6.     | "Bo-bep"          |         |  |

## Créditos
| Músicos - Paulinho Guitarra: Guitarra elétrica - Serginho Batera: Baterias - Serginho Delamônica: Percussão - Fernando Souza: Baixo elétrico - Kika Lott: Baixo elétrico - Jorjão Barreto: Teclados - Zelli: Teclados - Marcos Nimrichter: Teclados - Mario Ruy: Gaita - Zé Canuto: Saxofones - Marcelo Martins: Saxofones | Ficha Técnica - Produção, Gravação e Mixagem: Fabio Motta e Zelli - Composições e Arranjos: Paulinho Guitarra - Fotos: Chico Nascimento - Arte-final: Mauro Ciabotti - Composição Gráfica: Jefferson Couto e Adelino Capella |